# Государственный музей истории и культуры Узбекистана (Самарканд)
Государственный музей истории и культуры Узбекистана в Самарканде (узб. Samarqanddagi O'zbekiston tarixi va madaniyati davlat muzeyi) — один из музеев, расположенный в Самарканде. Посвящён истории и культуре Узбекистана, в частности истории и культуры Самарканда и окружающих его исторических регионов. Входит в Самаркандский музей-заповедник.

## История
В 1874 году в Самарканде открыт любительский музей. Был упразднён при туркестанском генерал-губернаторе Михаиле Черняеве (1882—1884).
21 июля 1896 года Самаркандский областной статистический комитет открыл музей. Музей размещался в одной из комнат домика при Георгиевской церкви и носил название «Музеума Самаркандского статистического комитета». Основателями были археологи Леон Барщевский и Василий Лаврентьевич Вяткин, который стал его директором, он же добился строительства специального музейного здания. В 1911 году был открыт Самаркандский городской музей, с 1930 года — Самаркандский областной музей, в 1930—1937 гг. — Государственный центральный музей Узбекистана, в 1937—1945 гг. — Самаркандский областной историко-краеведческий музей.
В марте 1939 года работником музея Н. Г. Харламовым открыта Самаркандская стоянка позднего палеолита на берегу искусственного озера в городском парке в черте Самарканда.
В 1945—1955 гг. носил название Республиканский музей культуры узбекского народа, в 1955—1969 гг. — Республиканский музей истории культуры и искусства Узбекистана.
В 1969 году создан Государственный музей истории культуры и искусства Узбекской ССР им. А. Икрамова, один из крупнейших музеев республики.
В 1982 году на его базе создается Самаркандский государственный объединённый историко-архитектурный и художественный музей-заповедник.

## Здание музея
С 1978 по 2010 годы музей истории культуры Узбекистана в Самарканде располагался в специально построенном здании, справа от площади и ансамбля Регистан, на улице Ташкентская. Ныне не территории снесённого старого здания музея находится сквер «Йулбарслар хиёбони» (Сквер тигров). В 2010 году музей был перемещен в здание на улице Мирзо Улугбека. Несколько лет новое здание музея находилось на ремонте и 1 сентября 2014 года состоялось открытие в торжественной обстановке отремонтированного нового здания музея.

## Фонды музея
В фонд музея входят десятки тысяч экспонатов, большая часть которых считаются уникальными в своём роде. Музей разделён на несколько тематических отделов, таких как история, искусство, фонды археологии, этнографии, изобразительного искусства, нумизматики и бонистики, отдел постоянных и временных выставок.
В музее имеется большая и уникальная коллекция древней и средневековой керамики, металла и стекла. В нумизматическом фонде музея собрано около 30 тысяч монет начиная от древних среднеазиатских государств, заканчивая монетами Ирана, Причерноморья, Древней Греции и Римской империи.
В музее хранятся ювелирные украшения бронзового века и последующих эпох. В состав ювелирной коллекции (1500 единиц хранения) входит полный свадебный комплект невесты (сер. XIX – начало XX вв.). Также присутствуют многочисленные зороастрийские оссуарии и предметы этого культа, древние шахматы, четыре тысячи оригинальных полотен выдающихся узбекистанских и среднеазиатских художников XX века, среди которых работы В.В. Верещагина, Р.К. Зоммера, С.М. Дудина, Н.Н. Каразина, Г.Н. Никитина, А.В. Николаева (Усто Мумин) и Л. Л. Бурэ.
В этнографической коллекции представлены примерно 20 тысяч единиц национальной одежды, золотошвейных изделий, ковров и сюзане. В музее также имеется богатая коллекция чеканных ножей, металлической посуды.
Среди уникальных экспонатов музея можно выделить глобус худжандского просветителя XIX века Ходжи Юсуфа Мирфаязова (1842—1924), бронзовый шлем воина-сака VI века до н. э., коллекцию древнейших греко-бактрийских, парфянских и кушанских монет, скульптуры буддийского храма в Куве и копии айртамского фриза с изображениями музыкантов.
В отдельный раздел выделен фонд нумизматики и спецхранения (около 30 тысяч единиц хранения), включающий в себя коллекции нумизматики, глиптики, торевтики и бытовых предметов, имеющих в своем составе драгоценные металлы. Фонд нумизматики включает не только монеты Центральной Азии, но и Древней Греции и Рима, греческих городов-государств Северного Причерноморья, стран Европы и Азии.
Фонд рукописей насчитывает около 3000 единиц хранения, среди которых материалы по мусульманскому судопроизводству, акты юридических и нотариальных сделок, рукописные и литографированные книги на арабском, узбекском, персидском и турецком языках. В Музее представлен ряд рукописей, украшенных миниатюрами. Документальный фонд и фототека насчитывают около 60 000 единиц хранения и включает личные документы деятелей науки и культуры Узбекистана, фотографии, негативы, газеты, афиши, начиная с конца XIX до конца XX веков.

## Книга-альбом
В 2017 году Всемирное общество по изучению, сохранению и популяризации культурного наследия Узбекистана при участии председателя попечительского совета Бахтиера Фазылова, председателя научного совета Эдварда Ртвеладзе, а также председателя правления Всемирного общества и руководителя проекта «Культурное наследие Узбекистана» Фирдавса Абдухаликова приняло решение подготовить и опубликовать книгу-альбом из серии «Культурное наследие Узбекистана в собраниях мира», посвященное коллекции Государственного музея истории и культуры Узбекистана «Собрание Самаркандского Государственного музея-заповедника». Абдухаликов совместно с академиком, доктором искусствоведения, заведующий отделом изобразительного и декоративно-прикладного искусства Акбаром Хакимовым и сотрудниками музея Ольгой Погореловой и Елизаветой Лушниковой приступили к написанию статей. В основу книги легли артефакты, связанные с историей и культурой Узбекистана. Ранее музей также сотрудничал с проектом «Культурное наследие Узбекистана в собраниях мира». Фотографии ковров из собрания музея вошли в книгу-альбом «Ковроделие Узбекистана: традиция, сохраненная в веках». Также Всемирным обществом был подготовлен документальный фильм, посвященный коллекции Музея.